# اچیویبی
اچیویبی (به لاتین: Achiwib) در گویان است که در تاکوتو بالا- اسیکوییبو بالا واقع شده‌است.